# Raimonds Vilde
Raimonds Vilde (ur. 19 sierpnia 1962 w Rydze) – łotewski siatkarz. W barwach ZSRR srebrny medalista olimpijski z Seulu.
Zawody w 1988 były jego jedynymi igrzyskami olimpijskimi. Reprezentacja Związku Radzieckiego zajęła na tym turnieju drugie miejsce, a Vilde wystąpił w sześciu meczach. Był wicemistrzem świata w 1986 oraz złotym medalistą mistrzostw Europy w 1985. W rozgrywkach krajowych (mistrzostwach Związku Radzieckiego) grał w zespole z Rygi (VC Radiotechnik). Grał również w reprezentacji Łotwy, z którą zajął 9–12. miejsce w 1995 na mistrzostwach Europy.